# Cabaret-Rouge British Cemetery
Cabaret-Rouge British Cemetery, Souchez is een Britse militaire begraafplaats met gesneuvelden uit de Eerste Wereldoorlog gelegen in de Franse plaats Souchez (Pas-de-Calais). De begraafplaats ligt 1.300 m ten zuiden van de dorpskern langs de weg naar Arras. Ze werd ontworpen door de voormalige Canadese officier Frank Higginson en wordt onderhouden door de Commonwealth War Graves Commission. De begraafplaats heeft een veelhoekige vorm, vergelijkbaar met de afbeelding van een diamant. Het Cross of Sacrifice staat in de zuidwestelijke hoek en de Stone of Remembrance staat achter het toegangsgebouw in het midden van een cirkelvormige opstelling van graven.
De begraafplaats herdenkt 7.660 doden waarvan er 4.473 niet meer geïdentificeerd konden worden.

## Geschiedenis
Voor de oorlog stond dicht bij de plaats waar de begraafplaats zou aangelegd worden een café in rode baksteen en rode dakpannen. Dit café werd in maart 1915 volledig verwoest maar gaf wel zijn ongebruikelijke naam aan deze begraafplaats. Aan de overkant van de weg waren schuilplaatsen ingericht die als bataljonshoofdkwartier dienstdeden. Hier eindigden ook de communicatieloopgraven die in verbinding stonden met het front. Deze site ligt slechts 2,5 km van de heuvel waar de Nécropole nationale de Notre-Dame de Lorette is ingericht en nog geen 3 km van de Vimy heuvelrug, plaatsen waar hevig strijd om werd gevoerd.
Souchez werd op 26 september 1915 door Franse troepen veroverd maar in maart 1916 overgenomen door Commonwealth troepen. De begraafplaats werd door hen gestart en tot augustus 1917 gebruikt (hoofdzakelijk door de 47th (London) Division en het Canadian Corps). Daarna werden nog tot september 1918 met tussenpozen bijzettingen uitgevoerd door verschillende gevechtseenheden. De grootste uitbreiding gebeurde na de wapenstilstand toen men graven concentreerde vanuit de slagvelden rond Arras en uit meer dan honderd begraafplaatsen uit de toenmalige regio Nord-Pas-de-Calais. Tot ver in de 20e eeuw deed de begraafplaats dienst als open cemetery waarin men later opgegraven doden kon begraven.
Er worden nu 6.726 Britten, 749 Canadezen, 116 Australiërs, 7 Nieuw-Zeelanders, 43 Zuid-Afrikanen, 15 Indiërs en 4 Duitsers herdacht.
Voor 13 doden werden Special Memorials opgericht omdat hun graven hier niet meer teruggevonden werden. Voor 27 andere doden, die oorspronkelijke op andere begraafplaatsen lagen maar van wie de graven werden vernietigd, werden eveneens Special Memorials opgericht. Op hun grafzerk staat de naam van hun oorspronkelijke begraafplaats. Voor 33 slachtoffers die oorspronkelijk begraven waren op de Rouvroy Communal Cemetery German Extension, het kerkhof van Merris en Fleurbaix, het  Orchies Communal Cemetery en de North Angres British Cemetery werd een Duhalow Block opgericht omdat hun graven daar niet meer teruggevonden werden.
Er ligt ook 1 Brit (sergeant Herbert Robinson) uit de Tweede Wereldoorlog.

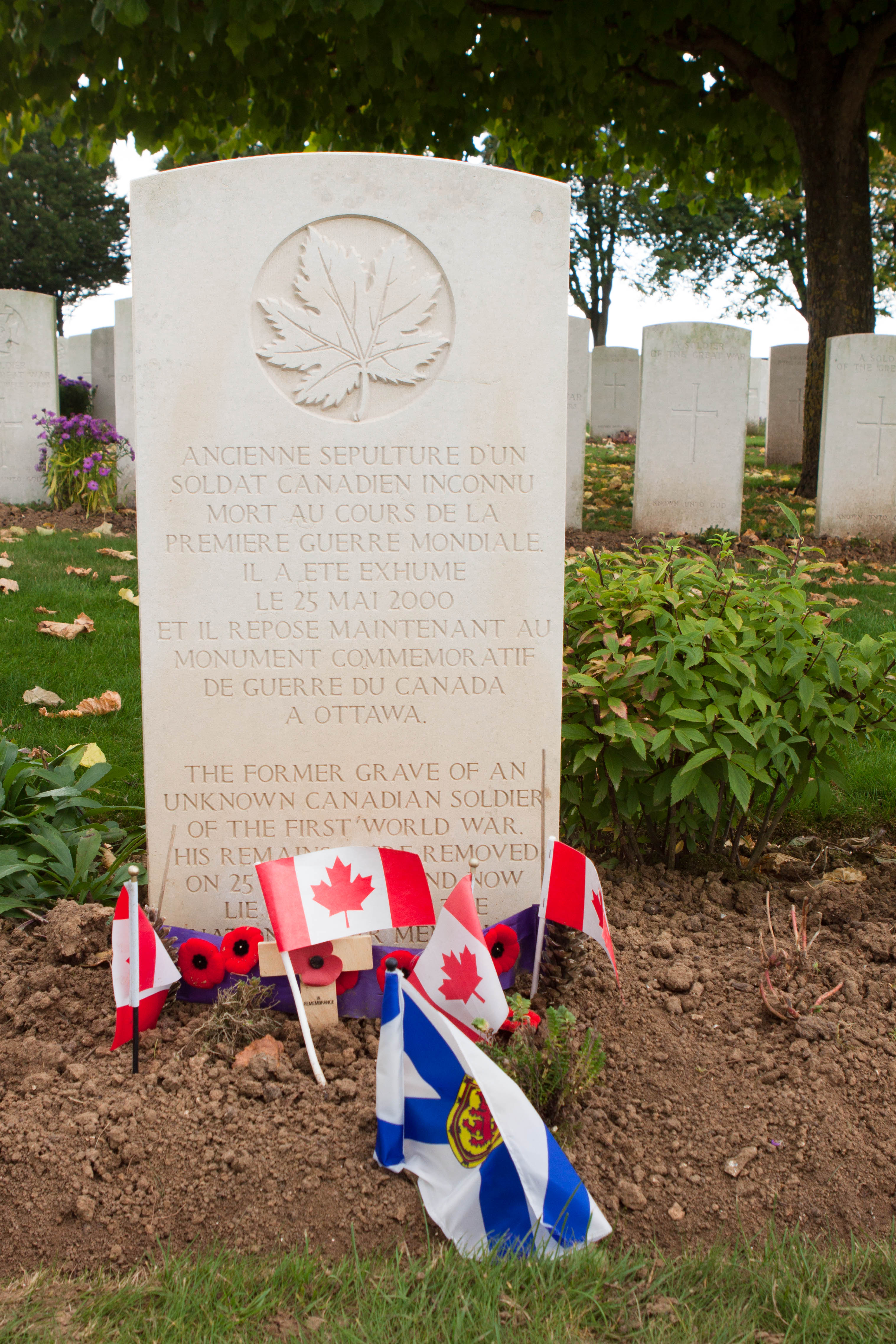
Graf van gerepatrieerde onbekende soldaat

In mei 2000 werd een niet-geïdentificeerde Canadees ontgraven en overgebracht naar de voet van het National War Memorial in Ottawa. Hij vertegenwoordigt daar de meer dan 116.000 Canadese slachtoffers uit de Eerste Wereldoorlog. Op de plaats van zijn oorspronkelijk graf werd een speciale grafzerk geplaatst als herinnering aan deze gebeurtenis.

## Graven
- de Canadese broers Wilfred en Olivier Chenier sneuvelden op 9 april 1917 en liggen naast elkaar begraven.
- de Britse broers Henry en Thomas Fleming sneuvelden op 23 maart 1918 en liggen naast elkaar begraven. Het onderschrift op hun grafzerken loopt van de ene naar de andere door: Until the day break...and the shadows flee away.

### Onderscheiden militairen
- er liggen 9 luitenant-kolonels begraven: Philip Mathew Magnay, Victor George Howard Rickard, Arthur Leonard Wrenford, R. C. Dundas en Frederick Charles France-Hayhurst. John Herbert Ridgway en John Willoughby Scott werden onderscheiden met de Distinguished Service Order (DSO). Robert Edward Frederic Shaw en Eric Gordon Bowden werden onderscheiden met het Military Cross (MC).
- de majoors Matthew Perceval Buckle en John Spencer Cavendish; de kapiteins Alastair Forbes Menzies en Robert Foster Dill en onderluitenant Henry Noel Atkinson werden onderscheiden met de Distinguished Service Order (DSO).
- kapitein A. Claydon, piloot bij de Royal Air Force werd onderscheiden met het Distinguished Flying Cross (DFC).
- de majoors Leonard Arthur Tilney en James Edward Clayton; de kapiteins Herbert Hunter, Hugh Tomlinson, John Martin, Charles John Beech Masefield, Frank Oswald Medworth, W.G.S. Curphey, Robert George Ferguson en Eric Landon Brown; de luitenants G.F. Pauling, Andrew Ronald Legat, V.W. Scott, Arthur Granville Sharp, Geoffrey Stapleton Rowe Roper en William Lloyd Bowen en onderluitenant William Henry Gunner werden onderscheiden met het Military Cross (MC).
- de onderluitenants Gilbert Heron Currie en George Archibald Colin Lomas; de sergeanten F.S. Cuss, W.Z. Porter, T. Kitching, J. MacDonald; korporaal Walter Stephen Holland en soldaat C. Barry werden onderscheiden met de Distinguished Conduct Medal (DCM). De sergeanten A.E. Bright en Frederick Walter Accleton werden ook nog onderscheiden met de Military Medal (DCM, MM).
- sergeant E.E. Nott en korporaal Harry Chaston werden onderscheiden met de Meritorious Service Medal (MSM).
- nog 33 militairen ontvingen de Military Medal (MM) waarbij soldaat Arthur William Coppen tweemaal (MM and Bar).

### Minderjarige militairen
- drummer Denis Hayes en de soldaten Walter Stewart Irwin en Gordon Victor Mackie waren 16 jaar oud toen ze sneuvelden.
- schutter Frederick Searles, de kanonniers Moore Edward Coughlan en G.A. Lowe, de soldaten Christopher Charles Tester, Percy Barr, F.E. Brant, William Newlands Goldie, Leslie Victor Hearne, G.M. Henderson en A. Pearson waren 17 jaar toen ze sneuvelden.

### Gefusilleerde militairen
- Peter Sands, korporaal bij de 1st Bn. Royal Irish Rifles, werd wegens desertie gefusilleerd op 15 september 1915. Hij was 27 jaar.
- J. Wishard, soldaat bij het 7th Bn. Royal Inniskilling Fusiliers, werd wegens desertie gefusilleerd op 15 juni 1917.[4]

### Aliassen
Er zijn 8 militairen die onder een alias dienst deden.
- luitenant George Philip French als 5th Baron De Freyne bij de South Wales Borderers.
- sergeant Daniel Keenan als Daniel Kean bij de Royal Dublin Fusiliers.
- sergeant Albert Trow als Albert Hall bij de Northumberland Fusiliers.
- korporaal John William Wheeler als J.A. Bowen bij de Royal Fusiliers.
- soldaat George Henry Hart als George Henry Heaney bij de Australian Infantry, A.I.F..
- soldaat Stanley George Winnington als F. Moor bij de Canadian Infantry.
- soldaat William James McNally als William James Blair bij de King's Shropshire Light Infantry.
- soldaat J. Sommerwill als J. Edwards bij Grenadier Guards.